# 엘리트 특공대
엘리트 특공대(Quel Maledetto Treno Blindato, Deadly Mission)는 이탈리아에서 제작된 엔조 G. 카스텔라리 감독의 1977년 영화이다. 보 스벤슨 등이 주연으로 출연하였다.

## 출연

### 주연
- 보 스벤슨
- 피터 후튼

### 조연
- 잭키 베이스하트
- 미쉘 콘스탄틴
- 데브라 베거
- 이안 배넌

## 제작진
- 미술: 오렐리오 크루그놀라
- 의상: 우고 페리콜리

## 같이 보기
- 스파게티 웨스턴
- 전쟁 영화